# Luperina desyllesi
Luperina desyllesi är en fjärilsart som beskrevs av Jean Baptiste Boisduval 1840. Luperina desyllesi ingår i släktet Luperina och familjen nattflyn. Inga underarter finns listade i Catalogue of Life.